# Färöische Fußballmeisterschaft 1975
Die Färöische Fußballmeisterschaft 1975 wurde in der Meistaradeildin genannten ersten färöischen Liga ausgetragen und war insgesamt die 33. Saison. Sie startete am 4. Mai 1975 und endete am 14. September 1975.
Meister wurde Titelverteidiger HB Tórshavn, die den Titel somit zum dritten Mal in Folge und zum neunten Mal insgesamt erringen konnten. HB blieb über die gesamte Saison verlustpunktfrei, was zuvor nur HB selbst 1973, KÍ Klaksvík 1969 sowie TB Tvøroyri 1949 gelungen war.
Im Vergleich zur Vorsaison verschlechterte sich die Torquote auf 3,17 pro Spiel, was den niedrigsten Schnitt seit 1962 bedeutete. Den höchsten Sieg erzielte HB Tórshavn mit einem 6:0 im Auswärtsspiel gegen ÍF Fuglafjørður. Das torreichste Spiel gab es zwischen TB Tvøroyri und KÍ Klaksvík mit einem 1:6.

## Modus
In der Meistaradeildin spielte jede Mannschaft an zehn Spieltagen jeweils zwei Mal gegen jede andere. Die punktbeste Mannschaft zu Saisonende stand als Meister dieser Liga fest, eine Abstiegsregelung gab es nicht. Zur nächsten Saison kam es aufgrund der Einführung der 1. Deild zu einer Aufstockung auf sieben Mannschaften.

## Saisonverlauf
HB Tórshavn gab über die gesamte Saison hinweg keinen einzigen Punkt ab. Die beiden Duelle gegen den einzigen ernsthaften Konkurrenten KÍ Klaksvík wurden jeweils mit 1:0 gewonnen. Die Entscheidung um die Meisterschaft fiel am vorletzten Spieltag nach dem 4:0-Heimsieg von HB gegen TB Tvøroyri, so dass KÍ trotz des 3:0-Auswärtssieges gegen ÍF Fuglafjørður den Abstand von drei Punkten nicht mehr aufholen konnte.

## Abschlusstabelle
| Pl. | Verein          | Sp. | S  | U | N | Tore    | Quote | Punkte |
| --- | --------------- | --- | -- | - | - | ------- | ----- | ------ |
| 1.  | HB Tórshavn (M) | 10  | 10 | 0 | 0 | 029:600 | 4,83  | 20:0   |
| 2.  | KÍ Klaksvík     | 10  | 7  | 1 | 2 | 021:500 | 4,20  | 15:50  |
| 3.  | TB Tvøroyri     | 10  | 3  | 2 | 5 | 012:220 | 0,55  | 08:12  |
| 4.  | B36 Tórshavn    | 10  | 3  | 0 | 7 | 011:140 | 0,79  | 06:14  |
| 5.  | VB Vágur (P)    | 10  | 2  | 2 | 6 | 011:240 | 0,46  | 06:14  |
| 6.  | ÍF Fuglafjørður | 10  | 1  | 3 | 6 | 011:240 | 0,46  | 05:15  |

Platzierungskriterien: 1. Punkte – 2. Torquotient
| (M) | Meister 1973     |
| (P) | Pokalsieger 1973 |

## Spiele und Ergebnisse
|                 | B36 | HB  | ÍF  | KÍ  | TB  | VB  |
| --------------- | --- | --- | --- | --- | --- | --- |
| B36 Tórshavn    |     | 0:2 | 3:0 | 1:3 | 0:1 | 4:0 |
| HB Tórshavn     | 2:1 |     | 3:2 | 1:0 | 4:0 | 4:1 |
| ÍF Fuglafjørður | 1:2 | 0:6 |     | 0:3 | 1:1 | 3:4 |
| KÍ Klaksvík     | 3:0 | 0:1 | 0:0 |     | 3:0 | 1:0 |
| TB Tvøroyri     | 1:0 | 2:4 | 0:2 | 1:6 |     | 5:1 |
| VB Vágur        | 1:0 | 0:2 | 2:2 | 1:2 | 1:1 |     |

## Spielstätten
| Mannschaft      | Stadion        | Spielort     |
| --------------- | -------------- | ------------ |
| B36 Tórshavn    | Gundadalur     | Tórshavn     |
| HB Tórshavn     | Gundadalur     | Tórshavn     |
| ÍF Fuglafjørður | Í Fløtugerði   | Fuglafjørður |
| KÍ Klaksvík     | Við Djúpumýrar | Klaksvík     |
| TB Tvøroyri     | Sevmýri        | Tvøroyri     |
| VB Vágur        | Á Eiðinum      | Vágur        |

## Nationaler Pokal
Im Landespokal gewann HB Tórshavn mit 5:2 und 2:2 gegen ÍF Fuglafjørður und erreichte dadurch das Double.